# AVSI
 (mai 2017).
Si vous disposez d'ouvrages ou d'articles de référence ou si vous connaissez des sites web de qualité traitant du thème abordé ici, merci de compléter l'article en donnant les références utiles à sa vérifiabilité et en les liant à la section « Notes et références ».
La Fondation AVSI (Association des Volontaires pour le Service International) est une organisation non gouvernementale à but non lucratif fondée en 1972 à Cesena en Italie, qui s'engage dans plus de 130 projets de coopération au développement dans 30 pays.
AVSI œuvre présentement en Afrique, en Amérique latine, dans les Caraïbes, en Europe de l'Est, au Moyen-Orient et en Asie. Son travail, inspiré par la doctrine sociale de l'Église Catholique, se concentre dans divers secteurs tels que l'éducation, le développement urbain, la santé, le travail, l'agriculture, la sécurité alimentaire et de l'eau, de l'énergie et de l'environnement, d'aide humanitaire d'urgence et de la migration. AVSI travaille en partenariat avec un réseau de plus de 60 organisations.
Le personnel est composé d'environ 1 300 employés et de près de 1 000 bénévoles.

## Mandat
La Fondation AVSI mène des projets de coopération au développement avec une attention particulière pour l’éducation. Son travail pose l’accent sur la protection et la promotion de la dignité humaine, qui sont à la base de chaque projet.

## Projets
AVSI a un budget annuel d'environ 46 millions d'euros. Ses principaux bailleurs de fonds sont l'Union européenne, plusieurs agences des Nations unies, le Gouvernement italien, les autorités locales dans les pays d'intervention. AVSI reçoit également des dons de certaines entreprises privées et d'individus à travers le monde.
AVSI a été reconnue en 1973 par le Ministère des affaires étrangères italien comme une organisation non gouvernementale pour la coopération internationale et fut également enregistrée comme Organisation Internationale auprès de l'Agence pour le Développement International des États-Unis (USAID). AVSI a également obtenu le statut consultatif général auprès du Conseil Économique et Social des Nations unies (ECOSOC) de l'Organisation des Nations Unies pour le développement industriel (ONUDI) et du Fonds des Nations Unies pour l'enfance (Unicef). AVSI fait aussi partie de la liste spéciale des ONG de l'Organisation internationale du travail (OIT) de l'ONU. AVSI est également accréditée par la Commission pour les adoptions internationales du gouvernement italien, ce qui lui permet d'entreprendre les procédures en matière d'adoption internationale.